# Ernie Brandts
Ernie Brandts   (Didam, 3 de febrer de 1956) és un exfutbolista neerlandès de la dècada de 1980 i entrenador.
Fou 28 cops internacional amb la selecció de futbol dels Països Baixos amb la qual participà a la Copa del Món de Futbol de 1978.
Pel que fa a clubs, defensà els colors de PSV Eindhoven i Roda JC.
Com a entrenador, començà d'assistent al PSV, entrenant més tard a FC Volendam i NAC Breda.
- 1993–2002 PSV (assistent)
- 2002–2004 RKSV Nuenen
- 2005–2006 FC Volendam
- 2006–2008 NAC Breda
- 2009 Rah Ahan[9]
- 2010–2012 APR[10]
- 2012–2013 Young Africans
- 2014–2015 FC Dordrecht[11]
- 2015–2016 RKVV DIA
- 2016–2017 NEC Nimega (assistent)[12]
- 2018–2019 FC Eindhoven (assistent)
- 2019–avui FC Eindhoven